# Microcos reticulata
Microcos reticulata är en malvaväxtart som beskrevs av Ridley. Microcos reticulata ingår i släktet Microcos och familjen malvaväxter. Inga underarter finns listade i Catalogue of Life.